# Kasteel van La Motte-Glain
Het Kasteel van La Motte-Glain (Frans: Château de la Motte-Glain) is een kasteel in de Franse gemeente La Chapelle-Glain. Het kasteel is een beschermd historisch monument sinds 1929.

## Geschiedenis
Het kasteel werd gebouwd door Pierre de Rohan-Gié in 1495 op de plaats van een oude vesting van de heren van Rougé. Anna van Bretagne en Karel VIII van Frankrijk verbleven er in 1497 en Karel IX en Catharina de' Medici in 1565. Het werd in 1635 gekocht door Michel le Loup. Op 7 januari 1926 werd het geregistreerd als historisch monument. Het huis en de kapel werden op 6 juli 1929 geregistreerd. Het kasteel is open voor het publiek.